# Nielsen's Discount
Nielsen's Discount GmbH er en detailkæde med tre grænsebutikker. Butikker ligger Flensborg, hvor hovedsædet også ligger, i Burg på Femern og i Sønder Løgum. Nielsen's Discount-kæden er en del af Nielsen's Discount Holding GmbH, der også omfatter selskaber som Scanbolaget.com, Gaastra, Vitamizzer, Scanbay og EBB. 

## Grænsebutikker
| Grænse       | Antal | By           |
| ------------ | ----- | ------------ |
| Femern       | 1     | Burg         |
| Kruså grænse | 1     | Flensborg    |
| Sæd grænse   | 1     | Sønder Løgum |